# 상드리용

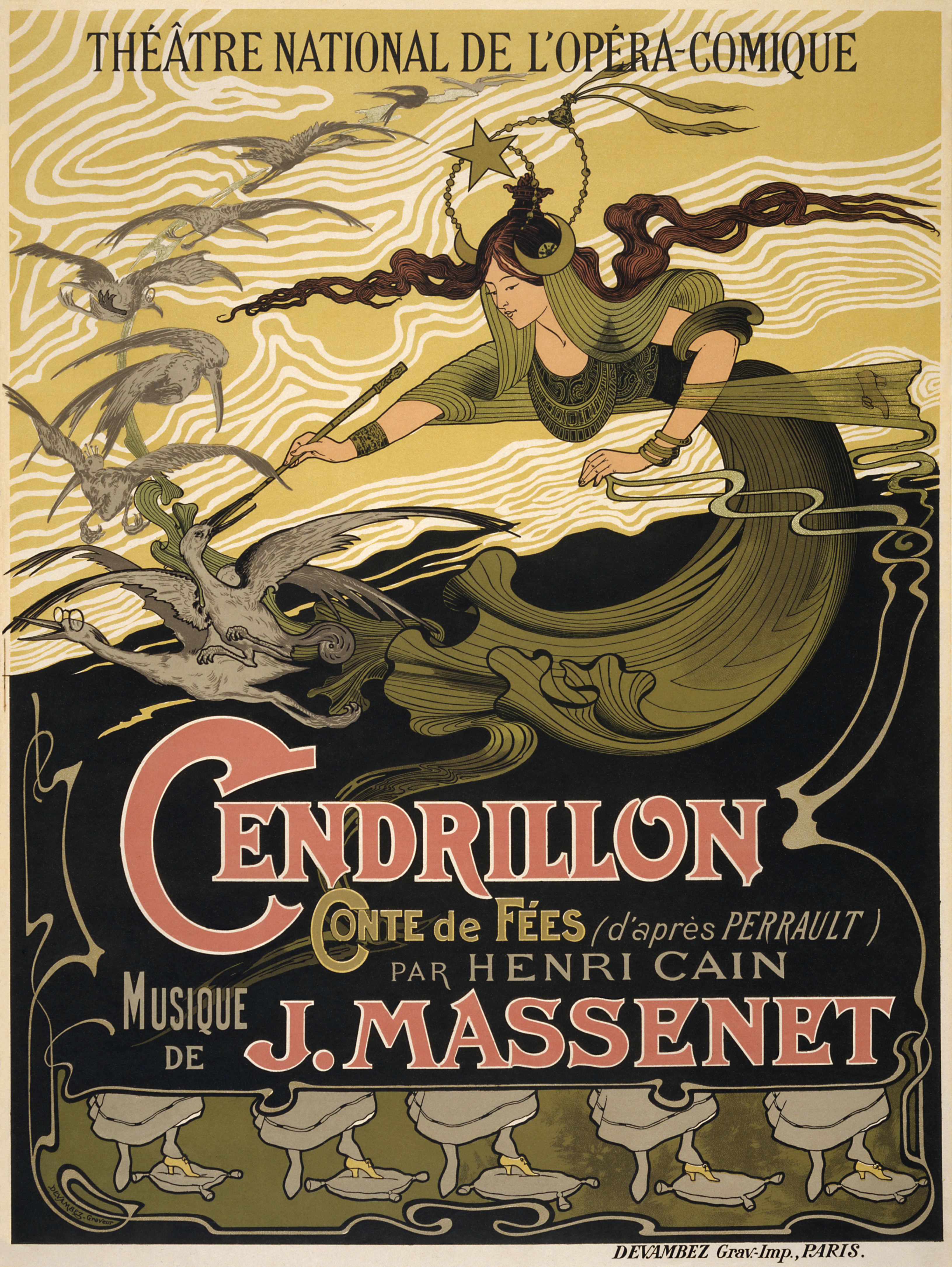
상드리용 포스터

상드리용(Cendrillon)은 신데렐라 이야기를 바탕으로 쥘 마스네가 작곡한 오페라이다.
1894~95년에 제작되었으며, 1899년 5월 24일 파리 오페라 코미크에서 초연되었다. 총 4막으로 구성되어 있으며, 그가 작곡한 스물다섯 개의 오페라 중에 마농, 베르테르와 더불어 대표작 중의 하나이다. 요정 대모의 콜로라투라 트릴과 아르페지오는 특히 매력적이다.

## 같이 보기
- 로시니의 오페라 라 체네렌톨라